# عتمان (جبلة)

تعديل مصدري - تعديل

عتمان محلة تابعة لقرية البود، التابعة لعزلة الربادي بمديرية جبلة إحدى مديريات محافظة إب في الجمهورية اليمنية، بلغ تعداد سكانها 104 حسب تعداد اليمن لعام 2004.